# Madiba (minissérie)
Madiba é uma minissérie de drama americana de três partes que documenta a verdadeira luta ao longo da vida do ativista dos direitos humanos Xhosa, advogado, prisioneiro político e eventual presidente da África do Sul Nelson Mandela para derrubar o regime opressivo de racismo e segregação institucionalizado conhecido como apartheid. A série é estrelada por Laurence Fishburne, Orlando Jones, David Harewood, Michael Nyqvist, Terry Phet, Jason Kennett e Kate Liquorish. A minissérie de três partes estreou no BET em 1 de fevereiro de 2017, terminando em 15 de fevereiro de 2017.
Enquanto a minissérie é nomeada e segue em grande parte a história de Madiba (Nelson Mandela), Laurence Fishburne afirmou que uma das principais intenções da minissérie era destacar o importante papel desempenhado pelos muitos familiares, amigos e colegas de Mandela na CNA que trabalhou incansavelmente ao lado dele para derrubar com sucesso o regime do apartheid.

## Elenco
- Laurence Fishburne como Nelson Mandela
- Orlando Jones como Oliver Tambo
- David Harewood como Walter Sisulu
- Michael Nyqvist como Hendrik Verwoerd
- Terry Pheto como Winnie Madikizela-Mandela
- Jason Kennett como Joe Slovo
- Kate Liquorish como Ruth First
- Hlomla Dandala como Govan Mbeki
- Meren Reddy como Ahmed Kathrada
- Kajal Bagwandeen como Amina Cachalia
- James Gracie como Hendrik van den Bergh
- Armand Aucamp como Warder Prinsloo
- Garth Breytenbach como Warder Brand
- Mark Elderkin como Trevor Huddleston
- Grant Swanby como Bram Fischer